# Takahiro Futagawa
Takahiro Futagawa (jap. 二川孝広 Futagawa Takahiro; ur. 27 czerwca, 1980 w prefekturze Kagoshima, w Japonii) - japoński piłkarz.
Gra na pozycji pomocnika. Jest rozgrywającym. Zagrał raz w reprezentacji narodowej w 2006 roku. Nie strzelił wtedy gola.